# Reserva Analamerana
La Reserva especial Analamerana  es un área natural protegida al norte de Madagascar, en la región de Diana.

## Geografía
Se encuentra entre el nivel del mar y la meseta de Ankarana a una altitud de 648 metros.

## Acceso
Se puede llegar a ella por la Carretera Nacional N º 6 Diego Suárez por 45 km y luego se ramifica a Antanandrainitelo y continua durante 20 kilómetros hasta Irodo. La oficina de la Reserva Especial Analamerana está en Anivorano Nord.

## Fauna
Esta reserva es el único refugio del lémur Propithecus perrieri, que forma parte de las 25 especies de primates más amenazados del mundo. También cuenta con siete especies de aves endémicas, como Xenopirostris damii.

## Flora
Tres especies de baobabs se encuentran en la Reserva: Adansonia perrieri, Adansonia madagascariensis y Adansonia suarezensis.